# Convergence des luttes
 (juin 2024).
 (juin 2024).

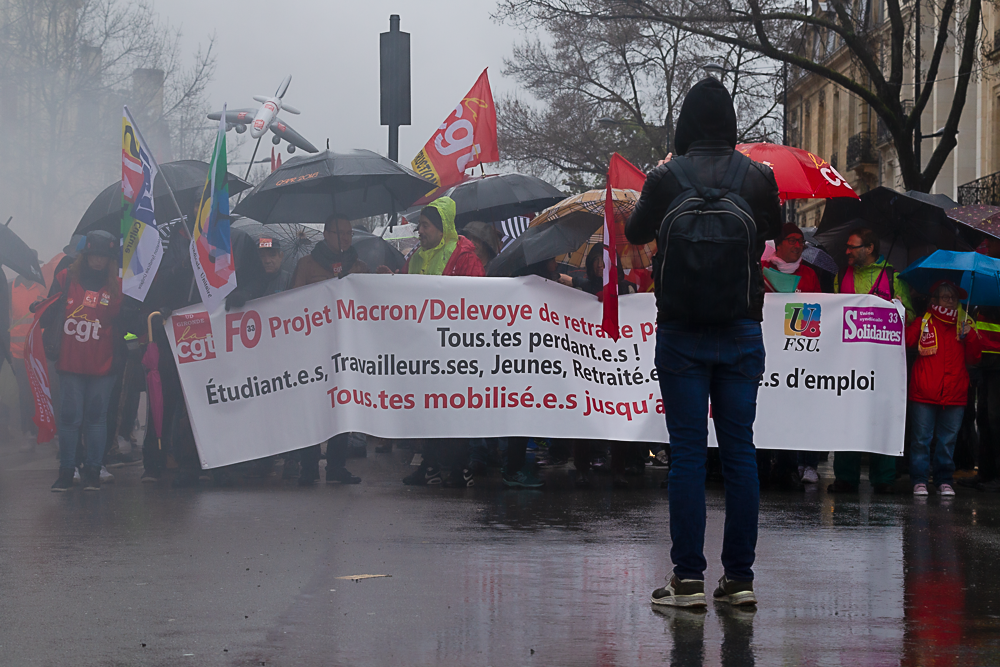
Mouvement social en France avec des manifestants portant une banderole appelant à la mobilisation générale (décembre 2019).

La convergence des luttes est une démarche militante, qui tend à faire converger dans un mouvement social commun des luttes différentes.

## Définition
La convergence des luttes est un concept sociopolitique qui désigne l’unification ou la coordination des revendications de différents groupes sociaux, mouvements ou organisations, souvent issus de contextes variés (travailleurs, étudiants, militants écologistes, féministes, antiracistes, etc.). L'objectif est de créer une solidarité collective autour d'un ensemble de causes ou d'objectifs communs, afin de renforcer leur poids et leur impact face à des adversaires ou des structures de pouvoir perçues comme oppressives ou injustes.
Selon Jérôme Fourquet, directeur du département opinion à l’Ifop présente la convergence des luttes en ces termes  : « Il faut que de larges catégories de la population se reconnaissent dans le combat mené par une autre catégorie ». Selon la ministre de l’Enseignement supérieur française Frédérique Vidal, il s'agit d'un slogan et d'« un vieux rêve pour certains ».

## En France

### XXesiècle
Tout au long du XXe siècle, le terme de « convergence des luttes » a été utilisé dans de nombreux commentaires de presse. L'éditorialiste politique français Thomas Legrand reprend l'historique de ce qu'il présente comme un vieux rêve d’essence révolutionnaire dans un de ses éditoriaux diffusé sur France Inter le 3 avril 2018.

#### Front populaire
L'arrivée du Front populaire, une coalition de partis de gauche qui gouverna la France en juin 1936, représente une « convergence des luttes » entre un pouvoir politique et une partie de la population aspirant à un changement et à un bouleversement de fond, à la fois politique et social, de la société.

#### Mai 68
Les événements de mai-juin 1968 ont débuté avec le mouvement étudiant, suivi ensuite par un mouvement de grève lancée par la classe ouvrière. Très tôt, les commentaires des journalistes de la presse d'investigation évoquent la convergence des luttes entre ces différents mouvements. Les étudiants, paysans et ouvriers défilent alors ensemble dans plusieurs cortèges dans le pays, comme certains reportages télévisés ont pu le présenter à l'époque.

### XXIesiècle
En mars 2016, l’expression « convergence des luttes » est utilisée dans des commentaires de la presse alors que des journées d’action, organisées à l'occasion du mouvement Nuit debout, réunissent de multiples catégories socio-professionnelles.
Le mouvement des Gilets jaunes, né fin 2018,, puis le mouvement social contre la réforme des retraites en France, commencé à la fin de l'année 2019 pour ensuite se poursuivre au début de l'année 2020, mobilise de nombreux salariés issus de catégories professionnelles diverses (transport, enseignement, santé, professions judiciaires, artistes) et entraîne divers commentaires de presse évoquant la « convergence des luttes ». Un article publié à la fin de l'année 2019 sur le site de Courrier International, reconnait un certain rapprochement entre des Gilets jaunes et des militants syndicalistes, en précisant que « la convergence des luttes Gilets jaunes-syndicats met Macron sous pression ». Cet article se base essentiellement sur des articles de presse publiés par la presse étrangère.

Pourtant le directeur de Libération, Laurent Joffrin, dans sa lettre politique publiée sur le site du journal à la fin de l'année 2019 et titrée « Convergence des luttes ? » , estime que l'année 2019 fut une année de rébellion en France en évoquant le mouvement des Gilets jaunes, celui contre la réforme des retraites ainsi que les mobilisations écologiques, prenant notamment pour cible le président de la République Emmanuel Macron, qu'il accuse d'être le « président de l’oligarchie ». Malgré ce constat, Joffrin ne semble pas y voir une réelle convergence et conclut ce constat par cette phrase : 
« Un signe ne trompe pas : les classes populaires sont absentes des manifestations écologistes, les écologistes sont absents des mouvements des classes populaires. »

## Dans le monde
En 2019 par exemple, le journal Le Monde relève une montée des contestations et un agglomérat des mouvements dans des pays aussi divers que l'Algérie, le Liban, l'Irak, Hongkong, le Soudan, le Chili, l'Équateur, etc.. Dans ces pays, face à l'augmentation des inégalités et à des systèmes politiques qui n'ont plus leur confiance, les populations descendent dans la rue pour réclamer du changement. Elles s'en prennent aux élites politiques qu’elles ne comprennent plus, avec un mouvement souvent jugé incivil : « C’est vous qui nous avez appris que les révoltes pacifiques n’obtiennent rien » affirme ainsi un slogan à Hongkong. 
Le point de départ est souvent lié à un événement qui peut sembler dérisoire (la taxe WhatsApp au Liban, la hausse du ticket de métro à Santiago au Chili, une augmentation du prix du pain au Soudan, la suppression des subventions publiques aux carburants en Équateur) ou à une décision symboliquement inquiétante du pouvoir (un nouveau mandat envisagé par Abdelaziz Bouteflika en Algérie, un texte de loi d’extradition vers la Chine à Hong Kong, ...), avec un effet papillon. Un mouvement se crée qui est bien souvent en dehors des partis et syndicats traditionnels, et sans réel porte-parole.